# Artur Kozłowski (prawnik)
Artur Krzysztof Kozłowski – polski prawnik, dr hab. nauk prawnych, profesor nadzwyczajny i kierownik Katedry Prawa Międzynarodowego i Europejskiego Wydziału Prawa, Administracji i Ekonomii Uniwersytetu Wrocławskiego.

## Życiorys
15 maja 2000 obronił pracę doktorską Interpretacja traktatu międzynarodowego w świetle jego kontekstu, 5 lipca 2010 habilitował się na podstawie pracy zatytułowanej Estoppel jako ogólna zasada prawa międzynarodowego. Jest profesorem nadzwyczajnym i kierownikiem w Katedrze Prawa Międzynarodowego i Europejskiego na Wydziale Prawa, Administracji i Ekonomii Uniwersytetu Wrocławskiego.